# Муциано, Джироламо
Джироламо Муциано, или Мутиани (итал. Girolamo Muziano, Mutiani, 1532, Брешиа, Ломбардия — 27 апреля 1592, Рим) — живописец итальянского маньеризма. Работал в Риме.
Джироламо родился в Брешии (место рождения в Аквафредде, близ Брешии, не подтверждается документами). О его раннем ученичестве ничего не известно.
В 1544—1546 годах Джироламо учился живописи в Падуе, в мастерской малоизвестного художника Франческо Пиккена. Подражал венецианским живописцам-маньеристам Ламберту Сустрису и Доменико Кампаньоле, в свою очередь, подражавшего Тициану. С 1546 года Муциано жил и работал в Венеции, где познакомился с необычайно экспрессивной живописью молодого Тинторетто.
В 1549 году переехал в Рим, где получил известность и прозвание: «il giovane dei paesi» (игра слов: «юный деревенщина» и «молодой пейзажист»). И хотя Муциано продолжал писать пейзажи на протяжении всей своей карьеры, он стремился к «величественной живописи фигур» в историческом жанре. Он пробовал подражать Микеланджело, уделяя внимание монументальной анатомии его фигур, даже в картинах с изображением аскетических святых и мучеников. Для капеллы архиепископа Франческо Колонны в Субьяко Муциано писал фрески (не сохранились), а для алтаря собора в Орвието по поручению аббата написал картину «Воскрешение Лазаря» (1555—1556). Огромный холст, удачное соединение ломбардского натурализма и римского величия, был выставлен в Палаццо Венеция в Риме и вызвал всеобщее восхищение. Сам Микеланджело объявил её автора одним из «первых художников своего времени». Муциано сделал несколько реплик. Позднее картина была помещена в церкви Санта-Мария-Маджоре над захоронением художника, впоследствии перенесена в Квиринальский дворец, в настоящее время находится в Пинакотеке Ватикана. Вариант — в Орвието, в Музее произведений искусства собора.
Вернувшись в Рим в апреле 1560 года, отказавшись от приглашения Алессандро Фарнезе работать на его вилле в Капрароле, Муциано стал придворным художником кардинала Ипполито II д’Эсте и работал в этой должности в течение шести лет. Созданные им фрески можно видеть на вилле д’Эсте в Тиволи. Муциано стал ведущим художником Рима 1570—1580-х годов, писал алтарные картины в «стиле контрреформации». Он создал алтарные образы для римских церквей Иль-Джезу, Санта-Мария-ин-Арачели, Санта-Мария-дельи-Анджели-э-дей-Мартири. Многие его картины переводили в гравюры и выпускали в виде альбомов.
В 1573—1574 годах Джироламо Муциано выполнял обязанности руководителя работ Папы Григория XIII. По его заказу Муциано выполнил картины для главного алтаря римской церкви Сан-Луиджи-дей-Франчези (не сохранились).
Работы Муциано для папы Григория XIII, вероятно, привели к преобразованию старой гильдии римских живописцев в Академию Святого Луки в 1577 году. В том же году художник был зачислен в Папскую академию виртуозов при Пантеоне (Compagnia dei Virtuosi del Pantheon). С приходом Сикста V деятельность Муциано в Риме отошла на второй план. Поэтическим завещанием художника считают картины из истории Святого Матфея для капеллы Чириако Маттеи в церкви Санта-Мария-ин-Арачели (1586).
Художник скончался в Риме 27 апреля 1592 года. В завещании от 12 апреля 1592 года он высказал желание быть похороненным в церкви Санта-Мария-Маджоре. Большая коллекция картин, находившаяся в его доме, была распродана с аукциона 30 и 31 марта 1593 года.
Среди его учеников были Паоло Россетти из Ченто и Чезаре Неббиа, с которым они часто работали совместно.

## Галерея

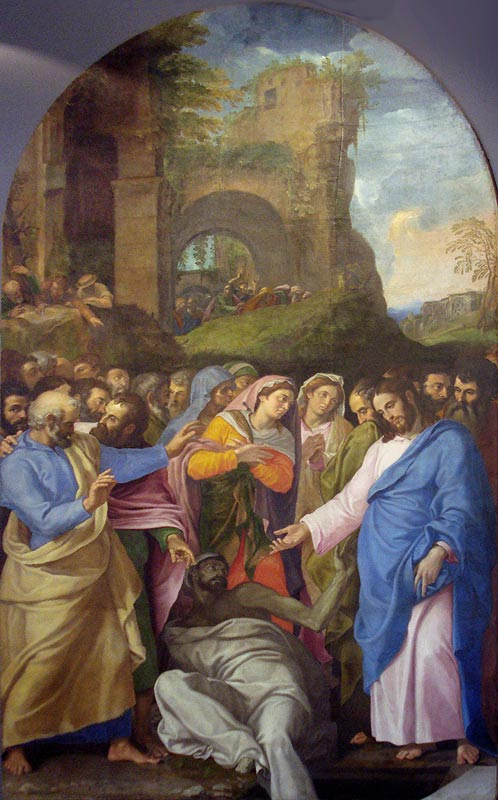
Воскрешение Лазаря. 1555—1556. Орвието, Музей произведений искусства собора
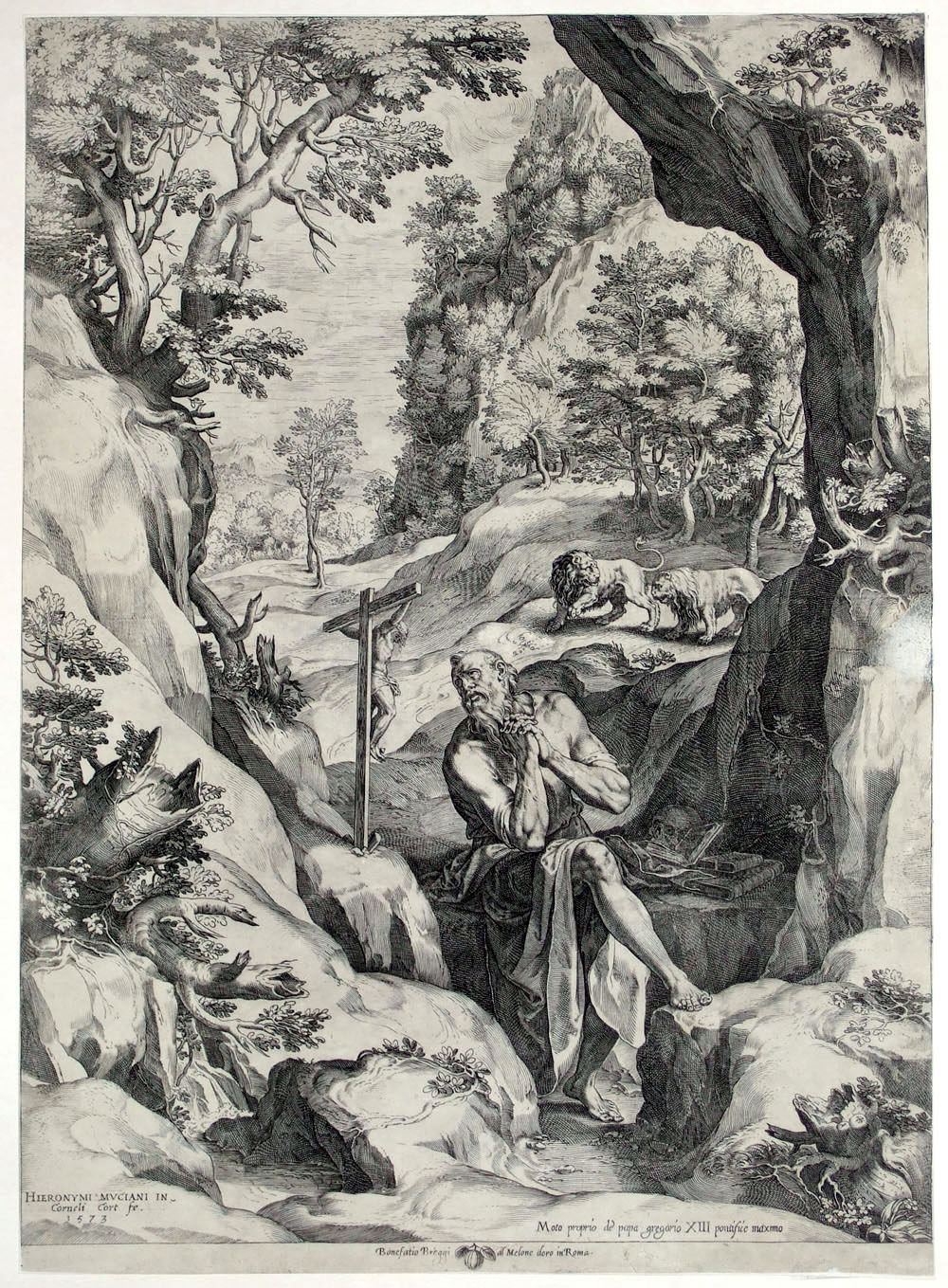
Святой Иероним. Офорт К. Корта по картине Дж. Муциано
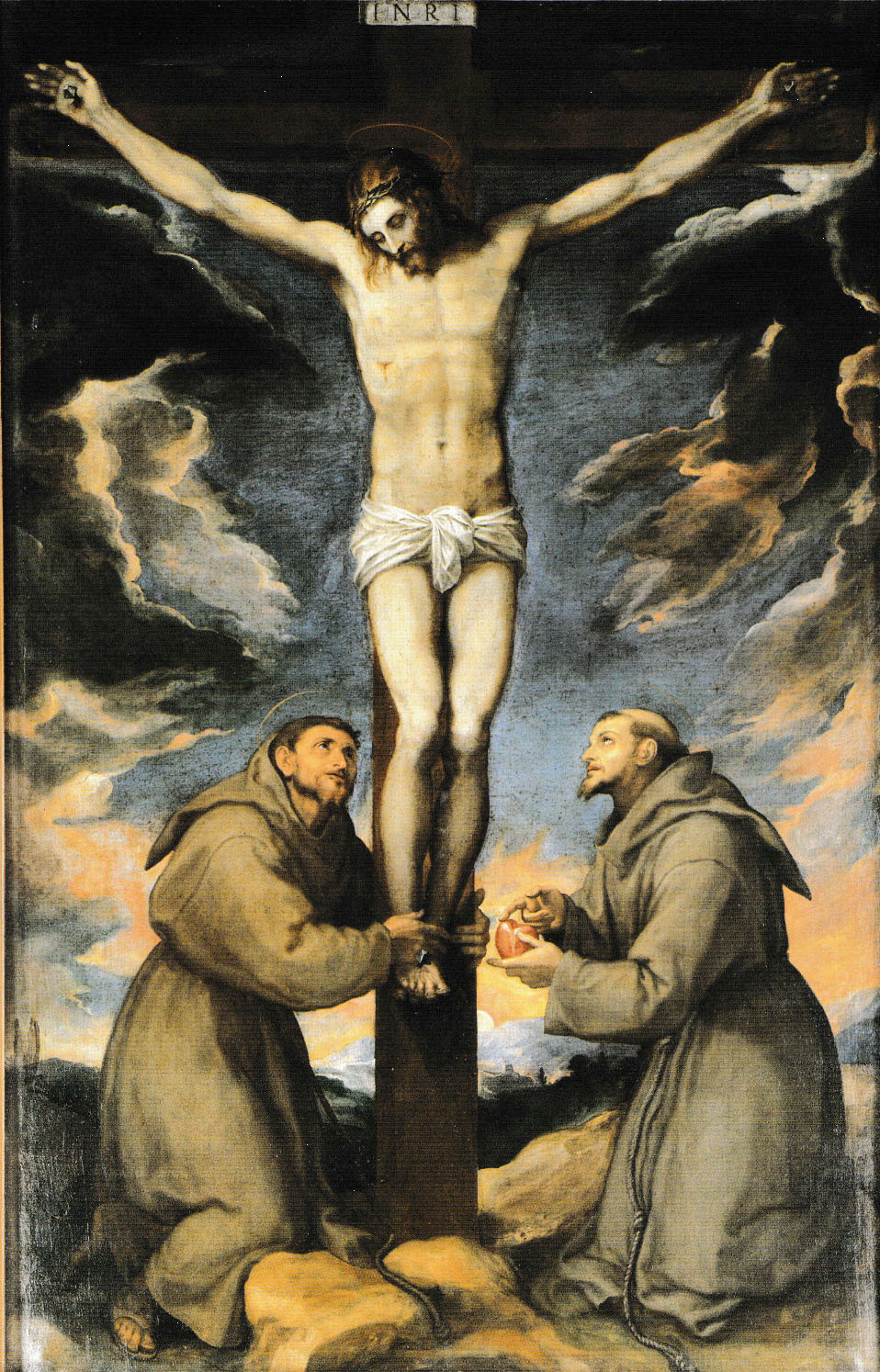
Распятие со святыми Франциском и Антонием. 1578. Фраскати, церковь Капуцинов
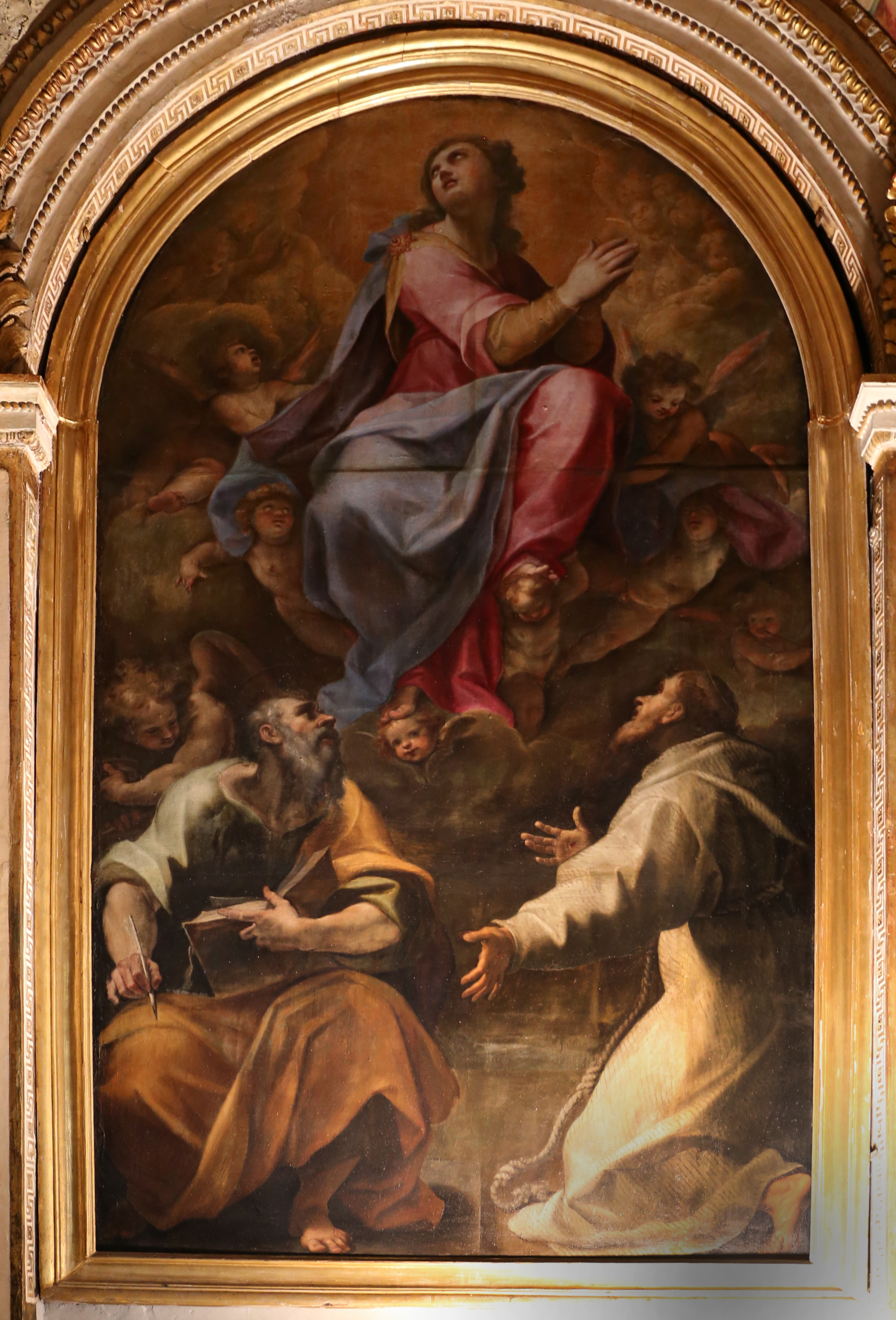
Ассунта (Вознесение Мадонны) со святыми Матфеем и Франциском. 1586. Капелла Чириако Маттеи в церкви Санта-Мария-ин-Арачели в Риме